# Рашинская битва
Рашинская битва (пол. Bitwa pod Raszynem) — сражение между войсками Австрийской империи и армией герцогства Варшавского под командованием Юзефа Понятовского 19 апреля 1809 года. Несмотря на победу австрийских войск, сражение не стало решающим в войне, но его результаты позволили австрийцам занять Варшаву.

## Силы сторон
Во время войны Пятой Коалиции в Герцогство Варшавское вторгся 29-тысячный корпус эрцгерцога Фердинанда Карла Австрийского-Эсте. Польская армия под командованием князя Юзефа Понятовского насчитывала около 15 500 солдат и 32 пушки. Поляков поддерживали 1 800 саксонцев с 12 пушками. Так что австрийцы имели двукратное преимущество. 

## Ход сражения
Понятовский выбрал удобную позицию близ Рашина, которую пересекали и пруды. Польские войска располагались следующим образом: правое крыло под командованием генерала Лукаша Беганьского состояло из 2 пехотных батальонов и 4 пушек; в центре располагались 5 пехотных батальонов, 2 кавалерийских эскадрона и 23 пушки под командой саксонского генерала Поленца; на левом крыле стояли 2 пехотных батальона и 6 пушек под командованием генерала Людвика Каменецкого. Ключевую польскую позицию, дамбу в Фалентах, шириной около 6 км, оборонял генерал Михал Сокольницкий, имевший 3 пехотных батальона и 6 пушек.
19 апреля 1809 года утром в окрестностях Надажина произошли первые стычки австрийского авангарда с кавалерией генерала Александра Рожневского. Во второй половине дня австрийцы силами 5 пехотных батальонов при поддержке 12 пушек начали наступление на позиции генерала М. Сокольницкого. Сильная польская оборона вынудила противника ввести дополнительно 6 батальонов пехоты и 10 пушек. Атака австрийских резервов вызвала прорыв польских позиций. Фаленты были взяты, и польские войска были вынуждены отступить. Встревоженный потерей этой важной позиции, Понятовский немедленно прибыл, остановил отступающих польских солдат и, стоя в первой линии с ружьём в руке, провел эффективную контратаку, отбросив австрийцев на исходные позиции. Австрийцы, введя свежие силы, и при поддержке артиллерии снова захватили дамбу в Фалентах и вторглись в Рашин.
Параллельно с боями в центре группировки продолжались бои и на правом крыле польских позиций под Михаловице. После временного успеха австрийцев и выхода к деревне Пухалы польская оборона стабилизировалась, а затем отбросила противника.
Одновременно Понятовский осуществил маневр, заключавшийся в непрерывном обстреле польско-саксонской артиллерией наступающих австрийских батальонов, и, обескровив штурмующих, приказал польским батальонам контратаковать. Результатом этой акции стало изгнание австрийцев из Рашина. Но у поляков не хватило сил, чтобы выбить их с дамбы в Фалентах.
Около 21 часов вечера бой прекратился. Польская армия сохранила главную оборонительную позицию, хотя дамба в Фалентах осталась в руках австрийцев.
После сражения состоялся военный совет, в ходе которого было решено, что польские войска отступят к Варшаве, поскольку пребывание на рашинской позиции может привести к их уничтожению. Отступление прошло в должном порядке, без давления со стороны австрийцев.
Польские потери в битве при Рашине составили 450 убитых и около 900 раненых солдат. Австрийцы потеряли около 2300 человек убитыми и ранеными.
Через несколько дней Варшава была сдана поляками, чтобы спасти город от бомбардировки. После капитуляции Варшавы эрцгерцог направился на Торн.